# 圣文都辣堂 (塞维利亚)

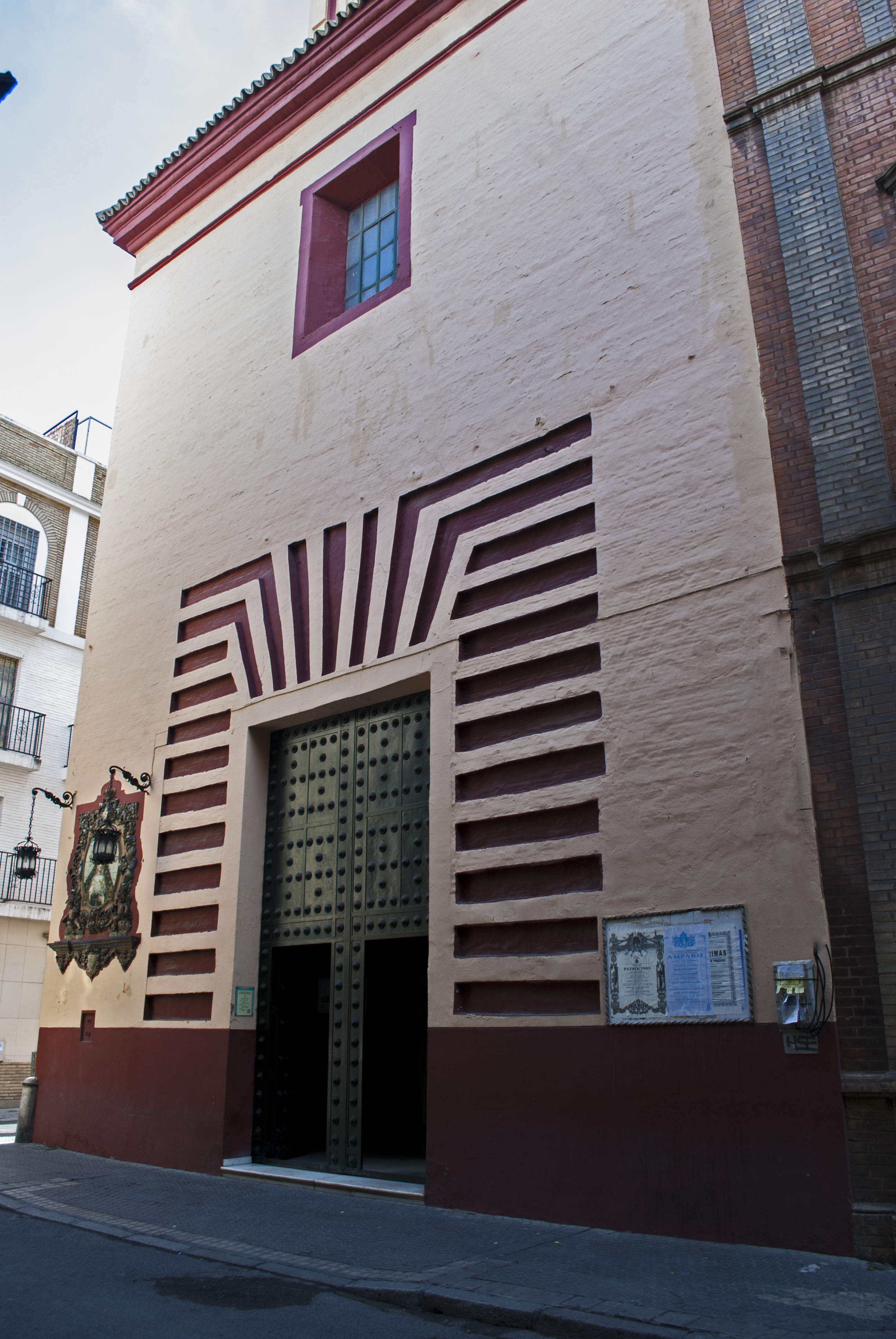
立面

圣文都辣堂（西班牙语：Iglesia de San Buenaventura）位于西班牙安达卢西亚塞维利亚老城区（Casco Antiguo）的卡纳尔街（calle Carlos Cañal），原名加泰罗尼亚街（calle de los Catalanos）。它是方济各会圣文都辣书院（Colegio de San Buenaventura）的教堂，书院已毁于19世纪。 

## 历史
路易斯·德雷波莱多（Luis de Rebolledo，1549-1613）是安达卢西亚教省负责人和方济各会的省会长，他计划建立一所独立的神学院，与方济各会原有的圣方济各修道院（Casa Grande de San Francisco）分开。
1600年，安德烈斯·科索·德·卡苏什（Andrés Corso de Casuche）的遗孀多娜·伊莎贝尔·德·西拉（Doña Isabel de Sira）保护了圣文都辣书院的成立。她在海街（Calle de la Mar），即今天的加西亚·德维努埃萨街（calle García de Vinuesa）买了房子。 1605年，空间不够使用，于是初创的书院搬到了圣方济各修道院的花园。
从1626年起，商人唐·托马斯·马纳拉·德莱卡·科隆纳（Don Tomás Mañara de Leca y Colonna）及其妻子杰罗尼玛·维森特罗（Jerónima Vicentelo），是米格尔·马尼亚拉（Miguel Mañara）的父母，也是慈善医院（Hospital de la Caridad）的创始人，赞助了这所书院。
最初，这个建筑群有两个回廊。
1622年，雕塑家兼建筑师迭戈·洛佩斯·布埃诺（Diego López Bueno，约1568-1632年）设计了这座教堂。 石匠胡安·德·塞加拉（Juan de Segarra）和胡安·贝尔纳多·德·贝拉斯科（Juan Bernardo de Velasco），以及木匠菲利佩·涅托（Felipe Nieto）参与了建造。建造周期为1622年至1626年。粉饰灰泥由老弗朗西斯科·埃雷拉（Francisco Herrera the Elder）设计，由胡安·贝尔纳多·德贝拉斯科和胡安·德塞加拉执行。。教堂的装饰方案由路易斯·德·雷波列多（Luis de Rebolledo）和方济各会神学家达米安·德·卢贡内斯（Damián de Lugones）设计。教堂的装饰是在1626年至1627年间进行。
1810年法国入侵后，书院改建为兵营，教堂被改建为马厩。许多艺术品遭到破坏或抢劫。法国人被驱逐后，方济各会在1813年至1814年间收回了这个大院，并以3万西班牙雷亚尔的价格对其进行了翻修。 在自由三年（1820-1823），修士们再次被驱逐，建筑物内设有一座绘画和雕塑博物馆。 1824年至1835年间，方济各会修士回来了。1835年，修道院被没收，留下一名神父负责教堂。
1863年，中殿和福音侧（右侧）小堂拆除，在原处修建了今天的今天的毕尔巴鄂街（calle Bilbao）。中殿里有调节门（Puerta Reglar）

## 艺术
圣文都辣堂曾经展示老弗朗西斯科·埃雷拉（Francisco Herrera the Elder）和弗朗西斯柯·德·苏巴朗创作的描述圣文都辣生活场景的八幅绘画作品，现在它们遍布西班牙、法国、德国和美国。其中一幅画作在第二次世界大战中被毁。第九幅画“圣文都辣最后一次领圣体”，今天在热那亚白宫（Palazzo Bianco）展出，出自弗朗西斯柯·德·苏巴朗的工作室。据推测，这幅画一直在教堂的祭衣间。

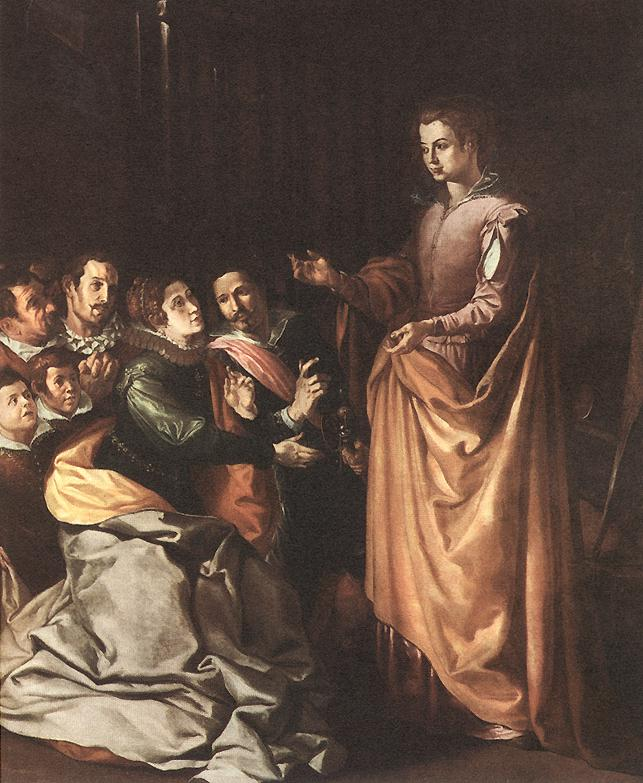
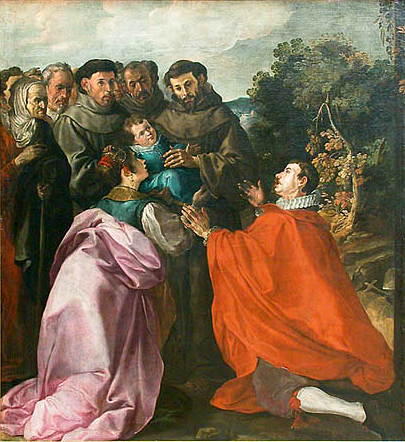
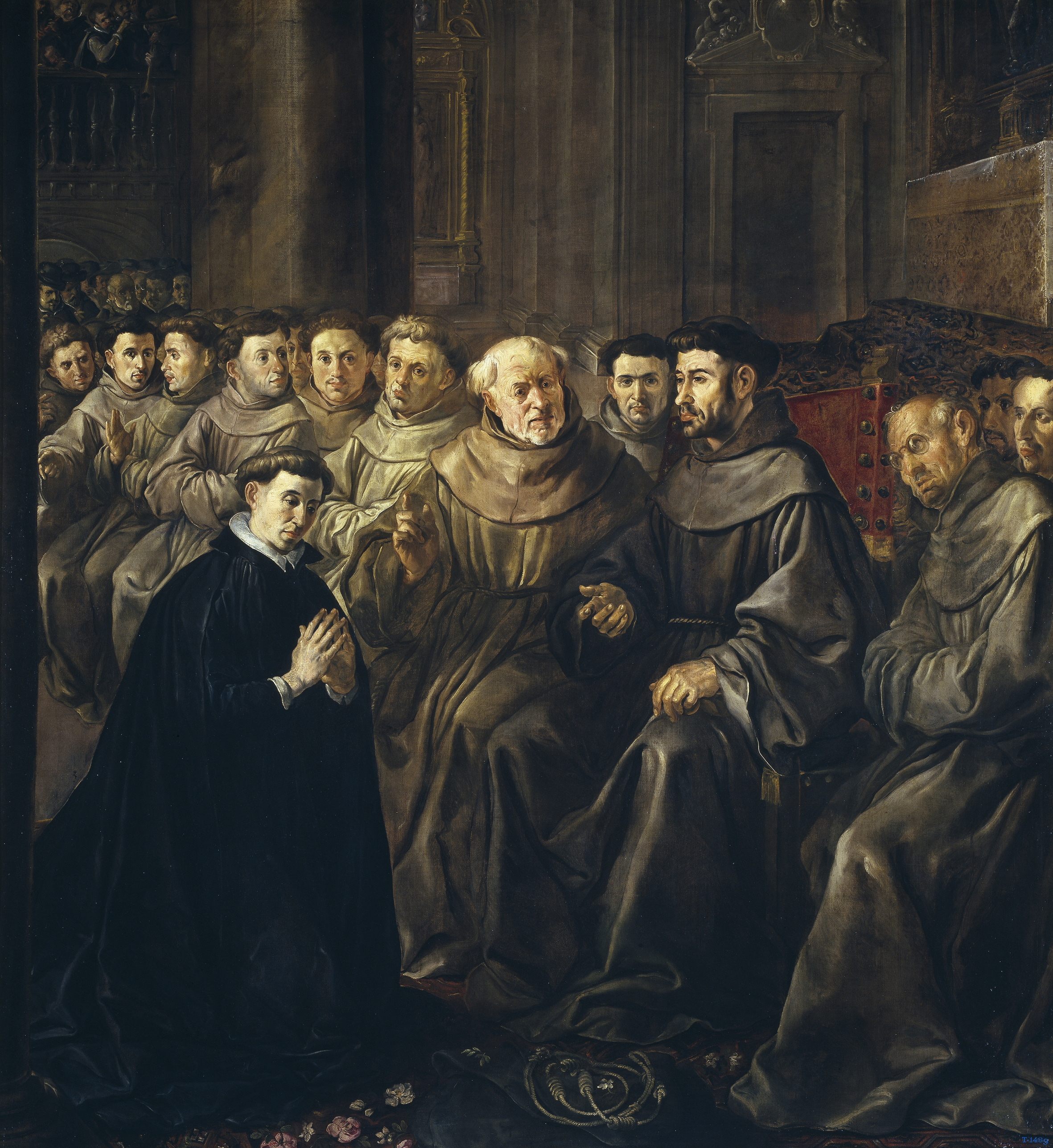
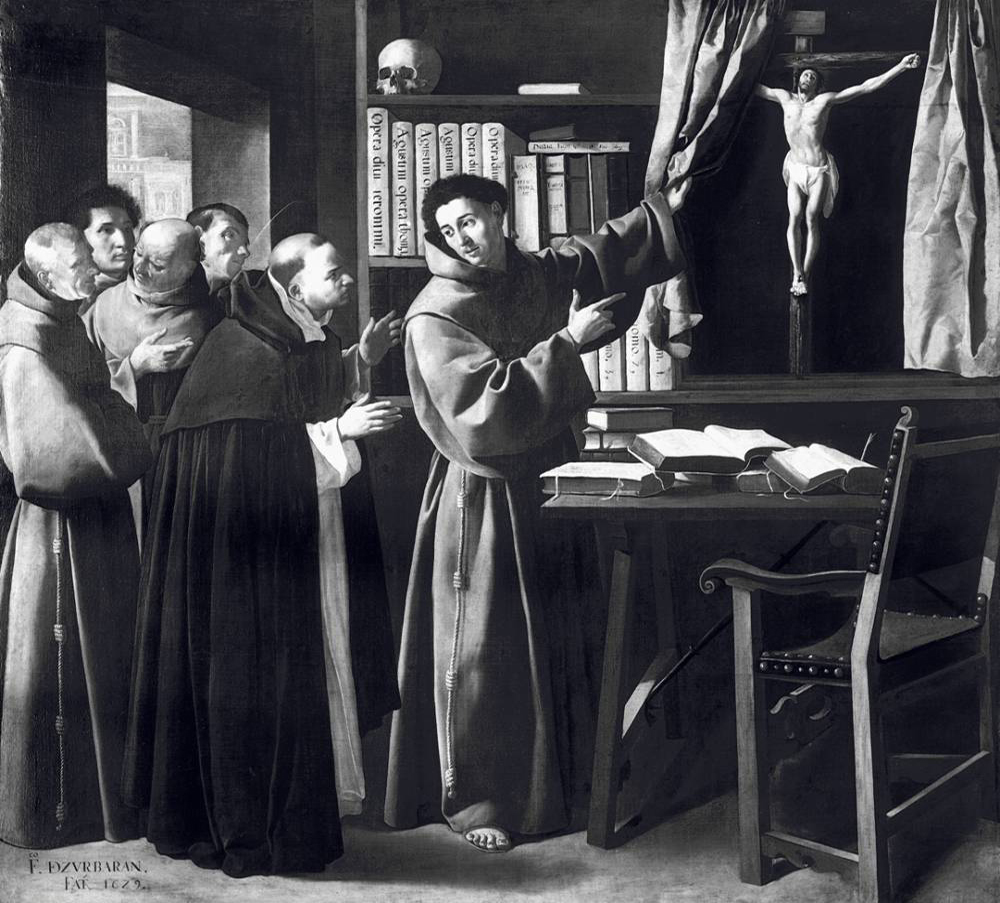
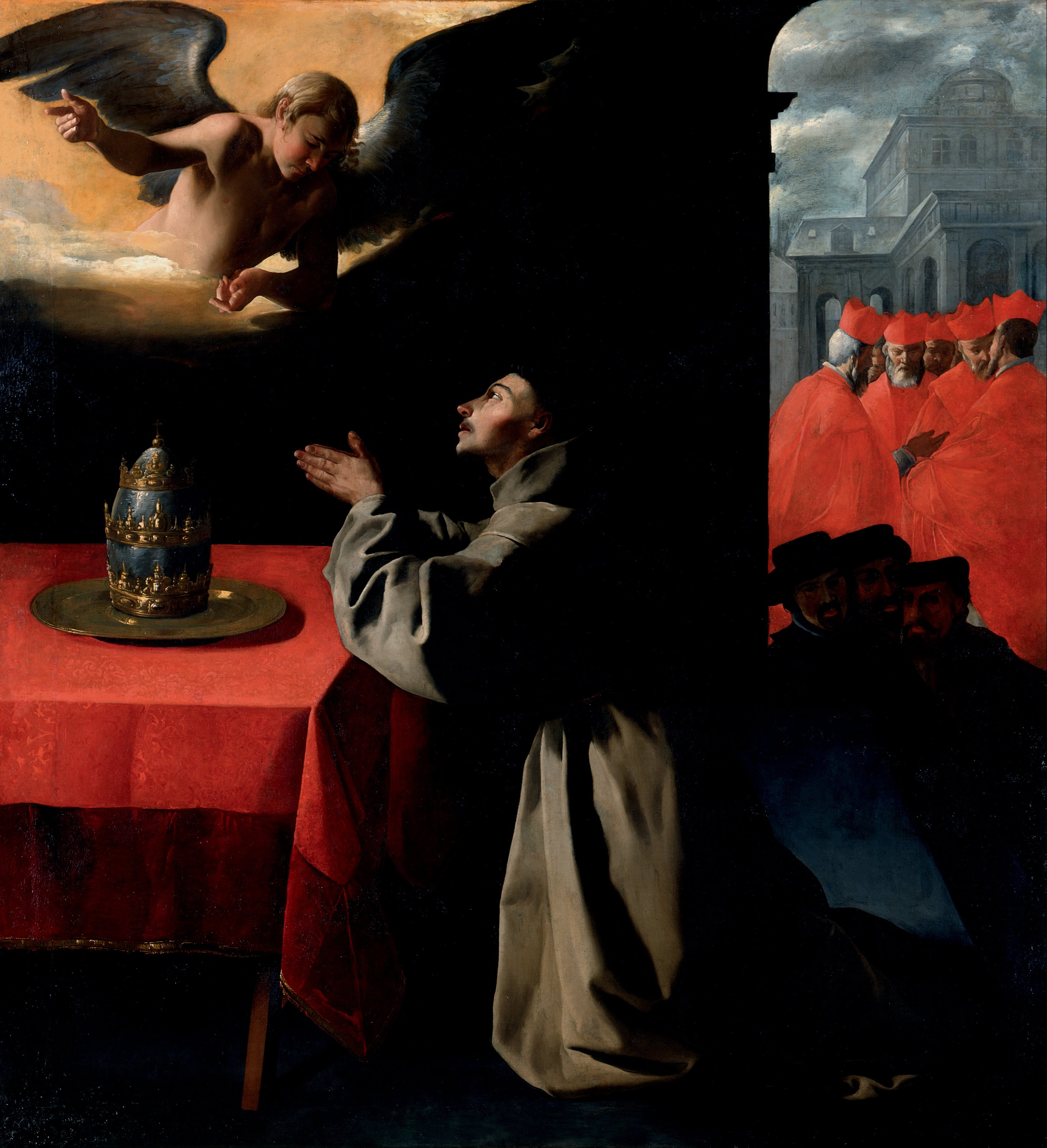
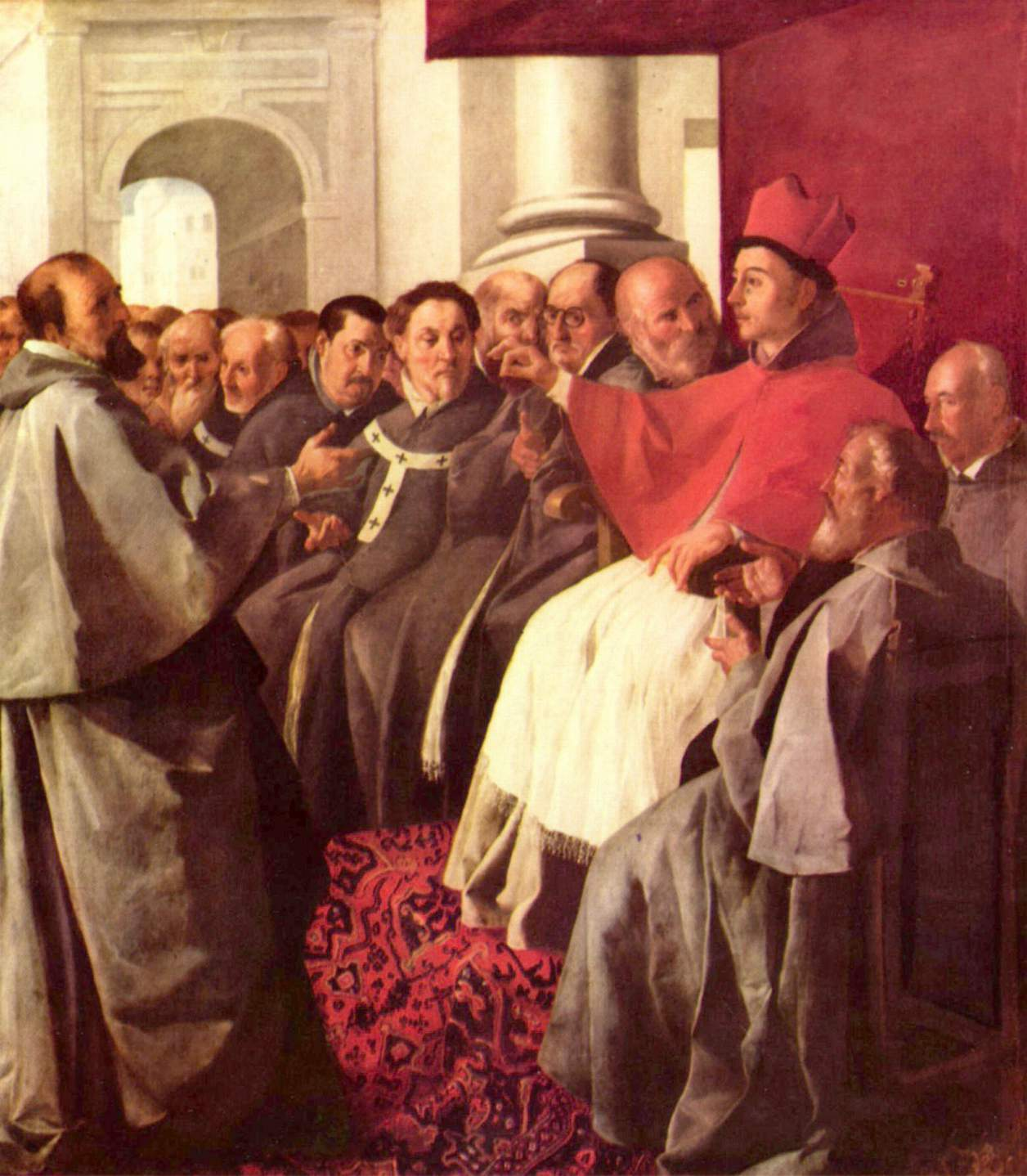
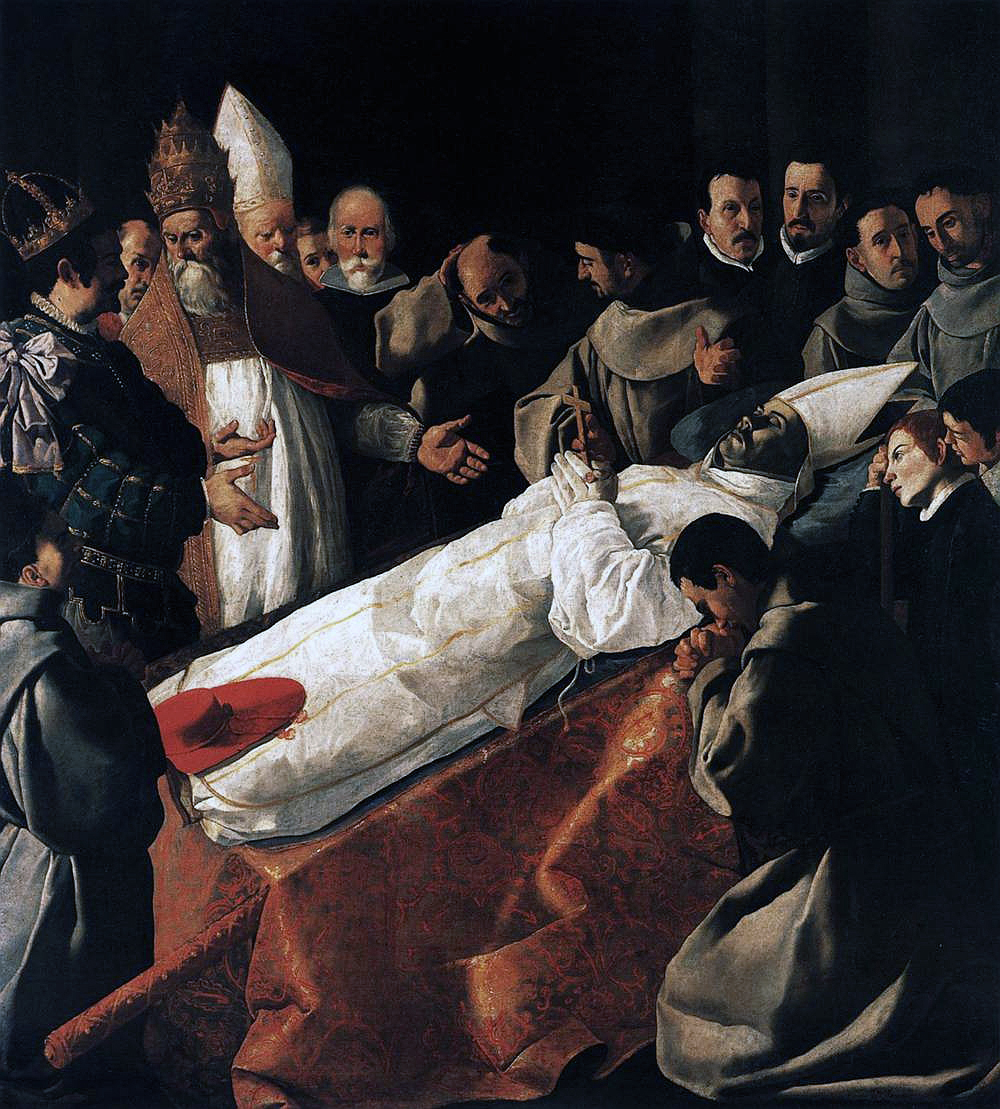